# Emoia cyanura
Emoia cyanura Lesson, 1830 è una specie di sauro della famiglia degli Scincidi.

## Distribuzione
Questa specie è diffusa su molte isole dell'Oceano Pacifico.